# 신나는 일요일
신나는 일요일(Vivement dimanche!) 혹은 일요일이 기다려진다는 프랑수아 트뤼포의 1983년 코미디, 범죄, 미스터리, 스릴러 영화 작품이다. 찰스 윌리암스의 소설 'The Long Saturday Night'를 각색한 것이다. 프랑스에서 관객 117만명을 기록했다.

## 줄거리
바르바라는 부동산 직원 줄리앙 베르셀의 비서이다. 바르바라는 줄리앙을 몰래 좋아한다. 어느날 줄리앙은 살인 혐의를 받아 경찰을 피해 도망가고 바르바라는 줄리앙을 도우려 한다.

## 출연

### 주연
- 화니 아르당
- 장-루이 트린티냥

### 조연
- 장 피에르 칼폰
- 필립 로덴바흐
- 필립 모리에르 제노드
- 자비에 세인트 머커리
- 장 루이 리샤르
- 캐롤라인 시홀

## 기타
- 원작자: 찰스 윌리엄스
- 음향: 피에르 가메